# مرکز نشر دانشگاهی
مرکز نشر دانشگاهی یکی از ناشران ایرانی است که در سال ۱۳۵۹ تأسیس شد. نام آن در ابتدا «کمیتهٔ ترجمه و تألیف و تصحیح کتاب‌های دانشگاهی» بود که زیر نظر شورایی عالی، شامل سه نفر از اعضای ستاد انقلاب فرهنگی کار خود را آغاز کرد. این مرکز یکی از فعال‌ترین ناشران ایرانی به‌ویژه در چاپ کتاب‌های دانشگاهی بوده‌است.
رئیس مرکز، اکنون  دکتر حسن سودمند افشار است و پیش از او حسین ابراهیم‌آبادی، حسین محمدی دوستدار، بهمن حاجی پور، محمدمهدی طهرانچی، محمد محمودی هاشمی، فرید مر و نصرالله پورجوادی، رؤسای مرکز نشر دانشگاهی بوده‌اند. در حال حاضر صادق رستم نیا معاونت پژوهشی این مرکز را بر عهده دارد.

## نشریات
- مجلّهٔ زبانشناسی
- پژوهش‌های ایران‌شناختی
- نشر دانش
- نشر ریاضی